# Калашников, Юрий Васильевич (учёный)
Юрий Васильевич Калашников (1939 — 2018) — советский и российский учёный, историк, лектор. Младший научный сотрудник Уфимского института истории, языка и литературы Академии наук СССР. Доцент кафедры истории СССР Башкирского государственного университета (ныне Уфимский университет науки и технологий), преподаватель исторического факультета Башкирского государственного университета (ныне Уфимский университет науки и технологий).
Ведущий специалист пресс-службы при Председателе Верховного Совета Республики Башкортостан. Консультант по общественно-политическим вопросам при Председателе Верховного Совета Республики Башкортостан. Помощник Председателя Верховного Совета — Госсобрания Республики Башкортостан. Государственный советник РБ.
Помощник начальника Главного управления Федеральной службы исполнения наказаний по РБ, советник организационно-аналитического управления Главного управления Федеральной службы исполнения наказаний по РБ.
С 1981 по 1990 год избирался депутатом Уфимского городского Совета народных депутатов.
Кандидат в депутаты Законодательной Палаты Госсобрания Республики Башкортостан.
Защитил кандидатскую диссертацию в Казанском государственном университете. В ней на материале Башкирской АССР исследовал проблемы межнационального сближения в процессе развития производственных связей между республиками, краями и областями СССР, участие Башкирии во внешнеэкономическом сотрудничестве Советского Союза в 50е — первой половине 60х годов XX века.
Находился на лекторской работе в аппарате Башкирского обкома КПСС. Руководитель лекторской группы Башкирского обкома КПСС.
Активный лектор Общества «Знание» по проблемам внешнеполитической деятельности государства. С 25 марта 1975 г. — член президиума правления Общества «Знание» РБ.
Награждён двумя орденами «Знак Почёта», Почётной Грамотой Президиума Верховного Совета БАССР, Почётной Грамотой РБ , Почётной Грамотой Госсобрания РБ, медалью ФСИН, медалями «За доблестный труд. В ознаменование 100-летия В. И. Ленина», «Ветеран труда». Лучший лектор республики.